# Bisdom Manokwari-Sorong
Het bisdom Manokwari-Sorong (Latijn: Dioecesis Manokvariensis Sorongensis) is een rooms-katholiek bisdom met als zetels Manokwari en Sorong, in Indonesië. Het bisdom is suffragaan aan het aartsbisdom Merauke. 

## Geschiedenis
Het bisdom werd opgericht op 19 december 1959, als de apostolische prefectuur Manokwari, uit delen van het apostolisch vicariaat Hollandia. Op 15 november 1966 werd het verheven tot bisdom. Op 14 mei 1974 veranderde het van naam naar bisdom Manokwari-Sorong. 

## Parochies
Het bisdom had in 2021 een oppervlakte van 111.835 km2 en telde 705.520 inwoners waarvan 10,0% rooms-katholiek was.

## Bisschoppen
- Petrus Malachias van Diepen (prefect: 12 februari 1960, bisschop: 15 november 1966 - 5 mei 1988)
- Francis Xavier Sudartanta Hadisumarta (5 mei 1988 - 30 juni 2003)
- Datus Hilarion Lega (30 juni 2003 - heden)

## Galerij van afbeeldingen

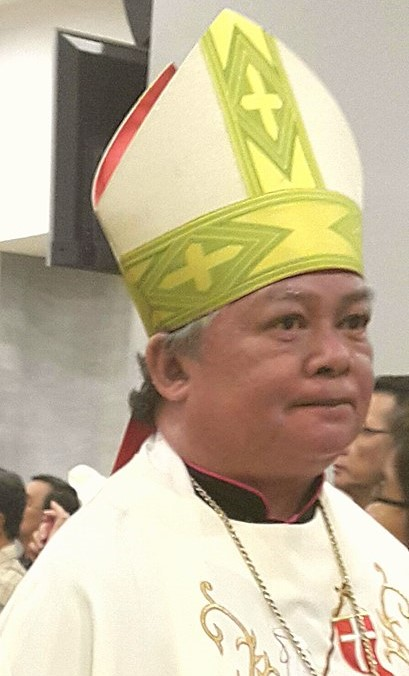
Bisschop Datus Hilarion Lega (2003-heden)
Kerkprovincie met aartsbisdom en suffragane bisdommen

Merauke (aartsbisdom) · Agats · Jayapura · Manokwari-Sorong · Timika